# Becki Newton
Becki Newton (New Haven, Connecticut, 4. srpnja 1978.) je američka glumica. Najpoznatija je po ulozi Amande Tanen u TV seriji Ružna Betty.